# 1981 na arte

## Eventos
- 12 de julho - Inauguração do Museu Municipal de Benavente em Benavente, Portugal
- 3 de setembro - Fundação do Museu da Imagem e Som de Alagoas em Maceió, Brasil.
- 12 de setembro - Inauguração do museu Memorial JK na cidade de Brasília, projetado por Oscar Niemeyer.
- Inauguração do Museu Rufino Tamayo na Cidade do México.

## Nascimentos
| Data   | Nome              | Profissão                                | Nacionalidade  | Observações                    | Ref |
| ------ | ----------------- | ---------------------------------------- | -------------- | ------------------------------ | --- |
| 31 jan | Justin Timberlake | cantor, compositor e ator                | Estados Unidos |                                |     |
| 5 set  | Marcelo Adnet     | ator e humorista                         | Brasil         |                                |     |
| 2 nov  | Monica Iozzi      | atriz e repórter                         | Brasil         |                                |     |
| 12 nov | Dani Calabresa    | atriz e humorista                        | Brasil         |                                |     |
| 2 dez  | Britney Spears    | cantora, dançarina, compositora, e atriz | Estados Unidos | conhecida como Princesa do Pop |     |

## Mortes
| Data   | Nome               | Profissão                                                           | Nacionalidade    | Observações | Ref   |
| ------ | ------------------ | ------------------------------------------------------------------- | ---------------- | ----------- | ----- |
| 17 mai | Cipriano Dourado   | artista plástico neo-realista                                       | Portugal         | n. 1921     |       |
| 2 mai  | Tadakiyo Sakai     | escultor                                                            | Império do Japão | n. 1914     |       |
| 28 mai | Renato Cataldi     | pintor e ilustrador                                                 | Brasil           | n. 1909     |       |
| 30 mai | Antônio Caringi    | escultor                                                            | Brasil           | n. 1905     |       |
| 10 jun | Nair de Tefé       | pintora, cantora e pianista                                         | Brasil           | n. 1886     |       |
| 13 jun | Amácio Mazzaropi   | ator e cineasta                                                     | Brasil           | n. 1912     |       |
| 20 out | Annot              | pintora                                                             | Alemanha         | n. 1894     | [ 1 ] |
| 13 nov | Gerhard Marcks     | escultor e pintor                                                   | Império Alemão   | n. 1889     |       |
| ??     | Francisco Pavlovic | pintor                                                              | Império Otomano  | n. 1892     |       |
| ??     | Quirino da Silva   | crítico de arte, pintor, escultor, desenhista, ceramista e gravador | Brasil           | n. 1897     |       |

## Prémios
- Prémio Príncipe das Astúrias das Artes - Jesús López Cobos[2]
- Prémio Pritzker - Sir James Stirling[3]